# NGC 2970
NGC 2970 est une petite galaxie elliptique située dans la constellation du Lion. NGC 2970 a été découverte par l'astronome britannique John Herschel en 1828.

## Caractéristiques

### Distance et taille apparente
Sa vitesse par rapport au fond diffus cosmologique est de 1 895 ± 19 km/s, ce qui correspond à une distance de Hubble de 28,0 ± 2,0 Mpc (∼91,3 millions d'al).
À ce jour, deux mesures non basées sur le décalage vers le rouge (redshift) donnent une distance de 27,750 ± 1,485 Mpc (∼90,5 millions d'al), ce qui est à l'intérieur des valeurs de la distance de Hubble.
Les dimensions apparentes indiquées par Wolfgang Steinicke sont beaucoup trop petites. Les valeurs de 0,6′ × 0,55′ données par le professeur Seligman correspondent aux mesures que l'on peut effectuer avec le logiciel Aladin.

### Brillance de surface
En raison d'une valeur de 11,30 mag/am2, NGC 2970 possède une brillance de surface élevée. 

### Émission de radiation ultraviolette
NGC 2970 est une galaxie dont le noyau brille dans le domaine de l'ultraviolet. Elle est inscrite dans le catalogue de Markarian sous la cote Mrk 405 (MK 405).

## Groupe de NGC 2964

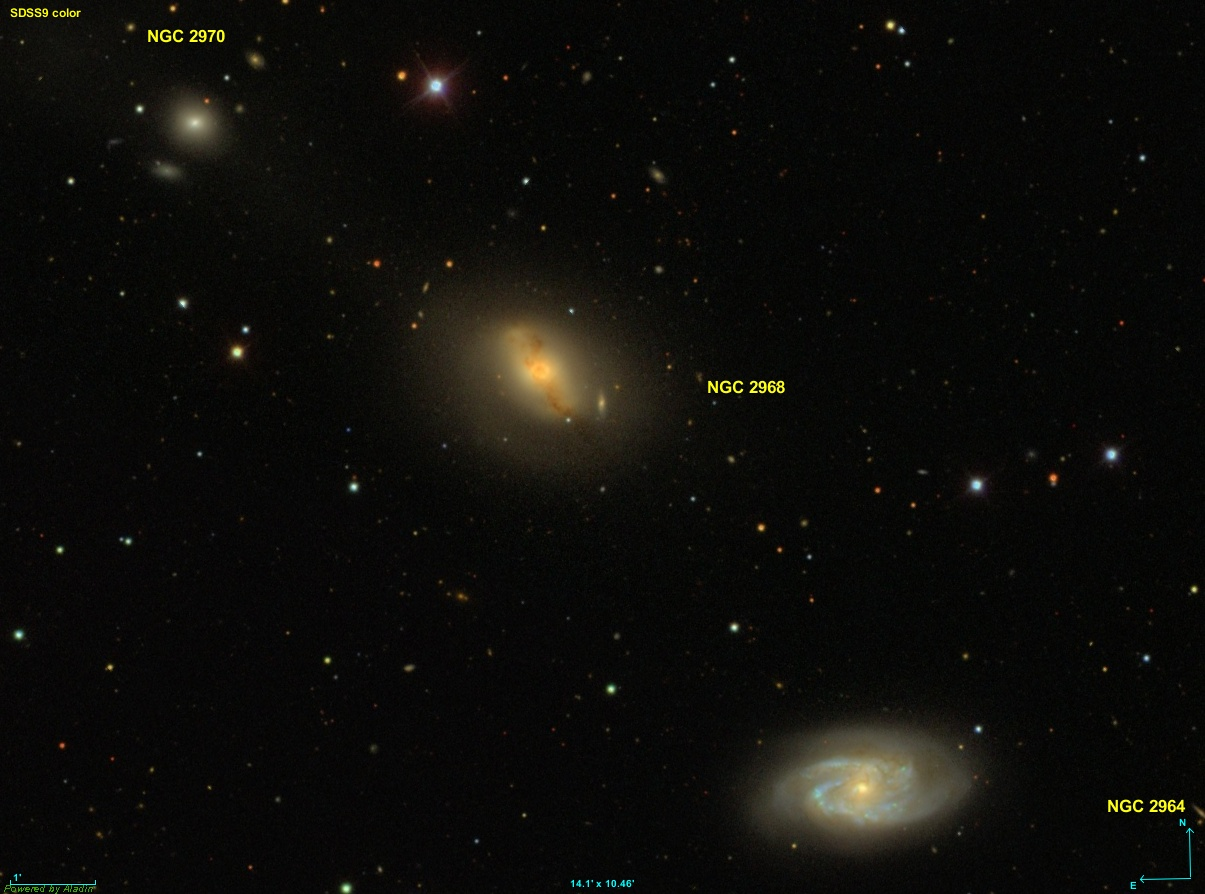
Trois des galaxies forment du groupe de NGC 2964.

Les distances de NGC 2964 et de NGC 2968 sont semblables à celle de NGC 2970 et il est fort possible qu'elles soient des membres d'un groupe physique de galaxies. Étant donné que NGC 2964 et NGC 2968 forment un groupe de galaxie avec NGC 3003, il faudrait sans doute inclure NGC 2970 à ce groupe.